# La Solaneta (Vilamolat de Mur)
La Solaneta és una solana del terme municipal de Castell de Mur, dins de l'antic terme de Mur, al Pallars Jussà. Es troba en territori de l'antic poble de Vilamolat de Mur.
Està situada a ponent de Vilamolat de Mur, a l'esquerra de la llau del Toll. És a llevant dels Planells de Josep i de la Font Vella.